# Josep Jou i Parés
Josep Jou i Parés (Girona, 23 de gener de 1892 - 1968) fou un fotògraf, funcionari, torero i boxejador català.

## Biografia
Josep Jou Parés compaginà la seva feina a l'Ajuntament de Girona amb la de fotògraf. L'any 1920 establí una galeria comercial al número 12 del carrer Sant Francesc (actual carrer Santa Clara), on mantingué la seva activitat fotogràfica fins al més de les fotografies estrictament comercials i de galeria, Josep Jou realitzà interessants reportatges sobre la ciutat, sobretot de les obres que s'hi portaren a terme. En aquest sentit, cal fer esment de les imatges de la construcció de la central elèctrica de Pedret i dels fonaments del mercat projectat per l'arquitecte Maggioni, a més de nombroses fotografies de personatges gironins, i molt especialment, de combats de boxa i de curses de braus, a les quals era molt aficionat.